# Химна Шведске
Ти древни, ти слободни (швед. Du gamla, Du fria) је де факто химна Шведске (устав Шведске не помиње химну, али песму третира као такву). Текст је написао Рикард Дибек 1844. године а музика је из традиционалне шведске песме.

## Текст химне
| Шведски | Српски превод |
| --- | --- |
| 1. Du gamla, Du fria, Du fjällhöga nord Du tysta, Du glädjerika sköna! Jag hälsar Dig, vänaste land uppå jord, Din sol, Din himmel, Dina ängder gröna 2. Du tronar på minnen från fornstora dar, då ärat Ditt namn flög över jorden. Jag vet att Du är och Du blir vad du var. Ja, jag vill leva jag vill dö i Norden 3. Jag städs vill dig tjäna mitt älskade land, din trohet till döden vill jag svära. Din rätt, skall jag värna, med håg och med hand, din fana, högt den bragderika bära 4. Med Gud skall jag kämpa, för hem och för härd, för Sverige, den kära fosterjorden. Jag byter Dig ej, mot allt i en värld Nej, jag vill leva jag vill dö i Norden. | 1. Ти древни, ти слободни, брдовити севере Ти тиха, радосна красото! Поздрављам те, најлепша земљо на свету Твоје сунце, твоје небо, твоје ливаде зелене. 2. Краљујеш са успоменама из старих, великих дана, кад је твоје часно име летело по свету. Знам да јеси и да остајеш што си била. Да, ја желим да живим, ја желим да умрем на северу. 3. Заувек ћу ти служити, вољена земљо, На верност ти се до смрти заклињем. Твоје право ћу бранити умом и руком, Твој барјак јуначки високо носити. 4. Уз Бога ћу се борити за дом и огњиште За Шведску, драгу домовину. Не мењам те ни за све на свету. Не, ја желим да живим, ја желим да умрем на северу. |